# Revenge of the Woman Gambler
Série Woman Gambler
Woman Gambler
(1965)
Pour plus de détails, voir Fiche technique et Distribution.
Revenge of the Woman Gambler (賭場の牝猫 捨身の勝負, Toba no mesuneko: Sutemi no shōbu) est un film japonais de Haruyasu Noguchi sorti en 1966. C'est le troisième volet de la trilogie Woman Gambler.

## Synopsis
Yukiko Eguchi quitte Tokyo et retourne dans la ville d'où est originaire son père pour y faire porter ses cendres. Sur place, elle est hébergée par le clan Gunji. Yukiko découvre que le clan est en proie à des difficultés, Kōichi le fils du boss est ingénieur en aquaculture et ne veut rien avoir à faire avec le monde des yakuzas tandis le clan rival Maisaka aux méthodes peu scrupuleuses convoite la principale source de revenus du clan Gunji, le cabaret Shinpuza.

## Fiche technique
- Titre : Revenge of the Woman Gambler[1]
- Titre original : 賭場の牝猫 捨身の勝負 (Toba no mesuneko: Sutemi no shōbu?)[2]
- Réalisation : Haruyasu Noguchi
- Assistant réalisateur : Isao Hayashi
- Scénario : Kenzō Asada et Kazuo Nishida
- Photographie : Toshitarō Nakao
- Musique : Kōichi Kawabe (ja)
- Montage : Mutsuo Tanji
- Direction artistique : Motozō Kawahara
- Société de production : Nikkatsu
- Pays d'origine :  Japon
- Langue originale : japonais
- Format : noir et blanc - 2,35:1 - 35 mm - son stéréophonique
- Genres : Yakuza eiga et action
- Durée : 80 minutes (métrage : 7 bobines - 2 192 m[3])
- Date de sortie :
  - Japon : 12 mars 1966[3]

## Distribution
- Yumiko Nogawa : Yukiko Eguchi
- Joe Shishido : Yamaguchi
- Yōko Yamamoto (ja) : Eriko Hamamura
- Masayoshi Miyasaka : le boss Gunji
- Daizaburō Hirata : Kōichi Gunji, son fils
- Gen Shimizu : le boss Maisaka
- Eiji Gō : Shinkichi, membre du clan Maisaka
- Keisuke Yukioka : Senkichi, membre du clan Gunji
- Hachirō Izawa (ja) : lui-même (chanteur)
- Kazuo Shirane (ja) : lui-même (chanteur)